# Unia (Album)
Unia ist das fünfte Studioalbum der finnischen Powermetal-Band Sonata Arctica, das am 23. Mai 2007 über Nuclear Blast veröffentlicht wurde.

## Hintergrund
In einem Interview erklärte Henrik Klingenberg den Stilwechsel wie folgt: "Wir waren alle in der Band von dem schnellen Zeug ein wenig müde, deshalb haben wir beschlossen, dass wir noch jung genug sind, um uns zu verändern. Und wenn wir so weitergemacht hätten wie bisher, hätten wir noch ein oder zwei Alben gemacht und uns dann getrennt."
Paid in Full wurde am 27. April 2007 veröffentlicht und ist die einzige Singleauskopplung des Albums.

## Titelliste
| Nr.          | Titel                                         | Länge |
| ------------ | --------------------------------------------- | ----- |
| 1.           | In Black and White                            | 5:03  |
| 2.           | Paid in Full                                  | 4:24  |
| 3.           | For the Sake of Revenge                       | 3:23  |
| 4.           | It Won't Fade                                 | 5:58  |
| 5.           | Under Your Tree                               | 5:14  |
| 6.           | Caleb                                         | 6:16  |
| 7.           | The Vice                                      | 4:08  |
| 8.           | My Dream's but a Drop of Fuel for a Nightmare | 6:13  |
| 9.           | The Harvest                                   | 4:21  |
| 10.          | The Worlds Forgotten, the Words Forbidden     | 2:57  |
| 11.          | Fly With the Black Swan                       | 5:08  |
| 12.          | Good Enough Is Good Enough                    | 5:30  |
| Gesamtlänge: | Gesamtlänge:                                  | 58:35 |

## Mitwirkende
| - Gesang: Tony Kakko - E-Gitarre: Jani Liimatainen - Schlagzeug: Tommy Portimo - Keyboard, Hammondorgel: Henrik „Henkka“ Klingenberg - E-Bass: Marko Paasikoski - Akustik-Gitarre: Peter Engberg - Dirigent: Tarja Vanhala | - Texte: Tony Kakko - Produzent: Tony Kakko and Sonata Arctica - Coverdesign: Inferi Art - Fotografien: Gina Pitkänen, Janne Pitkänen | - Tonstudios: Tico Tico Studio, Sonic Pump Studio, Studio 57 - Mix: Finnvox Studios - Mastering: Cutting Room - Label: Nuclear Blast! - Hersteller: Technicolor |

## Kritiken
Metal1 vergibt in seiner Wertung 9 von 10 Punkten und schreibt dazu: "„Unia“ ist ein erwachsenes und großes Album, womit sie sich als einzigartige Band an der Spitze des Genres festsetzen."
Stormbringer.at meint: „Die Stimme von Kakko ist wandelbar wie selten zuvor, gesanglich bringt er hier seine mit Abstand beste Leistung, auch wenn diese durch absichtliche Disharmonien nicht immer sofort erkennbar sind. Natürlich muss man auch die Weiterentwicklung dieser Band respektieren und als Fortschritt werten.“ und vergeben 3 von 5 Punkten.

## Kommerzieller Erfolg

### Chartplatzierungen
| ChartsChartplatzierungen | Höchstplatzierung | Wochen |
| ------------------------ | ----------------- | ------ |
| Deutschland (GfK)        | 35 (2 Wo.)        | 2      |
| Finnland (IFPI)          | 1 (22 Wo.)        | 22     |
| Österreich (Ö3)          | 62 (1 Wo.)        | 1      |
| Schweiz (IFPI)           | 40 (2 Wo.)        | 2      |

### Auszeichnungen für Musikverkäufe
| Land/Region     | Auszeichnungen für Musikverkäufe (Land/Region, Auszeichnung, Verkäufe) | Verkäufe |
| --------------- | ---------------------------------------------------------------------- | -------- |
| Finnland (IFPI) | Gold                                                                   | 24.604   |
| Insgesamt       | 1× Gold ·                                                              | 24.604   |